# Aeroportul Caballococha
Aeroportul Caballococha (IATA: LHC, ICAO: SPBC) este un aeroport din Loreto, Peru ce deservește zona Caballococha⁠(d). A fost numit după zona deservită.
Situat la o altitudine de 100 m, aeroportul dispune de o singură pistă. Este operat de CORPAC⁠(d).